# Обрадовци
Обра̀довци е бивше село, част от днешния квартал „Бенковски“, разположен в северните покрайнини на София, България. Селото е присъединено към София на 1 януари 1955 г.
През 1945 година край селото е построен Обрадовския манастир.

## Други
На Обрадовци е наречена улица „Обрадовски път“ в квартал „Бенковски“ (Карта).